# Verrucella gubalensis
Verrucella gubalensis är en korallart som beskrevs av Manfred Grasshoff 2000. Verrucella gubalensis ingår i släktet Verrucella och familjen Ellisellidae.
Artens utbredningsområde är Röda havet. Inga underarter finns listade i Catalogue of Life.